# Lindera pentantha
Lindera pentantha är en lagerväxtart som beskrevs av Koord. & Valet.. Lindera pentantha ingår i släktet Lindera och familjen lagerväxter. Inga underarter finns listade i Catalogue of Life.